# Wysoczyzna Lidzka
Wysoczyzna Lidzka (843.22; biał. Лідская раўніна, Lidskaja raunina) – mezoregion fizycznogeograficzny Europy Wschodniej położony na obszarze Białorusi i Litwy, wchodzący w skład megaregionu Nizina Wschodnioeuropejska, prowincji Niż Wschodniobałtycko-Białoruski, podprowincji Wysoczyzny Podlasko-Białoruskie i makroregionu Poniemnie. Jest to silnie pofałdowana równina, będąca pozostałością po ciągu wzgórz morenowych. Obszar cechuje gęsta sieć rzeczna. Ok. 30% powierzchni zajmują lasy. Zgodnie z uniwersalną regionalizacją dziesiętną mezoregion oznaczony jest numerem 843.22.